# میدلبرگ هایتس (اوهایو)
میدلبرگ هایتس(به انگلیسی: Middleburg Heights) شهری در ایالت اوهایو کشور ایالات متحده آمریکا است که جمعیت آن در سرشماری سال ۲۰۱۰ میلادی، ۱۵٬۹۴۶ نفر بوده‌است.